# Robo-kamarád
Robo-kamarád (v anglickém originále AWESOM-O) je pátý díl osmé řady amerického animovaného televizního seriálu Městečko South Park.

## Děj
Cartman se převleče za robota jen, aby mohl obelhat Butterse. Butters mu tedy začne vyprávět svá největší ostudná tajemství. Cartmanův převlek je přesvědčivý natolik, že dokázal přesvědčit i několik filmových režisérů a dokonce i armádu.